# 厄律克斯
厄律克斯（英語：Eryx）波塞頓和阿芙蘿黛蒂（或阿尔戈船英雄之一部忒斯和阿佛洛狄忒）之子。部忒斯为海妖塞壬的歌声所惑，从阿尔戈船上跳进波涛中，但为阿佛洛狄忒所救，被她带到西西里岛的利吕拜乌姆海角，女神在此给他生了这个儿子。厄律克斯试图从赫拉克勒斯手中夺走革律翁牛群中的一头牛，因而死于赫拉克勒斯之手。
厄律克斯是厄律克斯城和厄律克斯山（今西西里岛的圣朱里阿诺山）的名祖，也是这座山上阿佛洛狄忒神庙的建造者。

## 资料来源
- 《神话辞典》，（苏联）M·H·鲍特文尼克等，商务印书馆，统一书号：2017·304